# Pont-de-Barret
Pont-de-Barret là một xã thuộc tỉnh Drôme trong vùng Rhône-Alpes ở đông nam nước Pháp. Xã Pont-de-Barret nằm ở khu vực có độ cao trung bình 220 mét trên mực nước biển.